# Sugarloaf Rock (ö i Australien, Tasmanien, lat -39,52, long 146,65)
Sugarloaf Rock är en ö i Australien. Den ligger i delstaten Tasmanien, i den sydöstra delen av landet, omkring 380 kilometer norr om delstatshuvudstaden Hobart.